# Ad Kalendas Graecas
Ad Kalendas Graecas е популярен латински израз, придобил значение на крилата фраза. В буквален превод означава „На гръцките календи“, тоест никога, тъй като гърците не са използвали календи в летоброенето си. Светоний разказва, че в ежедневни разговори изразът е често използван от Октавиан Август, за да даде да се разбере, че някой няма да си плати никога. Изразът отговаря на българското „На куково лято“.